# 勒莫日
勒莫日（法語：Remaugies，法語發音：[ʁəmoʒi]）是法国上法蘭西大區索姆省的一个市镇，属于蒙迪迪耶区。

## 地理
勒莫日（49°37'40"N, 2°39'59"E）面积4.14 平方千米，位于法国上法蘭西大區索姆省，该省份为法国北部沿海省份，北起加来海峡省和北部省，西接滨海塞纳省和大西洋英吉利海峡，南至瓦兹省，东临埃纳省。
与勒莫日接壤的市镇（或旧市镇、城区）包括：布洛涅拉格拉斯、费斯康、皮耶讷翁维莱尔。

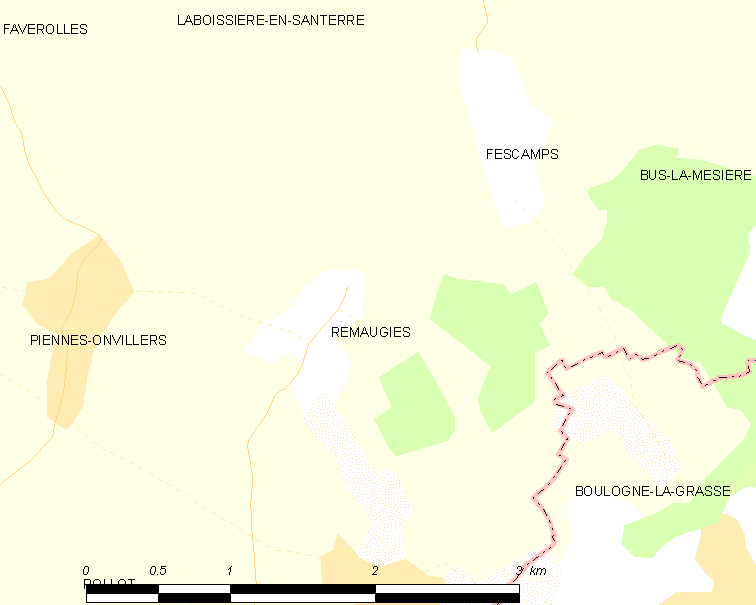
勒莫日的OSM定位图

勒莫日的时区为UTC+01:00、UTC+02:00（夏令时）。

## 行政
勒莫日的邮政编码为80500，INSEE市镇编码为80667。

## 政治
勒莫日所属的省级选区为鲁瓦县。

## 人口

1962-2008年间勒莫日人口变化图示

勒莫日于2022年1月1日时的人口数量为136人。